# Ла-Рош-сюр-Йон-1 (кантон)
Ла-Рош-сюр-Йон-1 (фр. La Roche-sur-Yon-1) — кантон во Франции, находится в регионе Пеи-де-ла-Луар, департамент Вандея. Входит в состав округа Ла-Рош-сюр-Йон.

## История
Кантон Ла-Рош-сюр-Йон-1 образован в результате реформы 2015 года. В его состав вошли отдельные коммуны упраздненных кантонов Ла-Мот-Ашар, Ла-Рош-сюр-Йон-Нор и Эсар.

## Состав кантона с 22 марта 2015 года
В состав кантона входят коммуны (население по данным Национального института статистики за 2019 г.):
- Венансо (4 628 чел.)
- Домпьер-сюр-Йон (4 344 чел.)
- Ла-Рош-сюр-Йон (26 002 чел., северная половина)
- Ландеронд (2 363 чел.)
- Муйрон-ле-Каптиф (4 971 чел.)

## Политика
На президентских выборах 2022 г. жители кантона отдали в 1-м туре Эмманюэлю Макрону 35,6 % голосов против 20,5 % у Жана-Люка Меланшона и 16,6 % у Марин Ле Пен; во 2-м туре в кантоне победил Макрон, получивший 70,5 % голосов. (2017 год. 1 тур: Эмманюэль Макрон – 32,5 %, Франсуа Фийон – 19,9 %, Жан-Люк Меланшон – 19,3 %, Марин Ле Пен – 12,8 %; 2 тур: Макрон – 79,4 %. 2012 год. 1 тур: Франсуа Олланд — 35,1 %, Николя Саркози — 25,4 %, Жан-Люк Меланшон — 12,2 %; 2 тур: Олланд — 57,3 %).
С 2021 года кантон в Совете департамента Вандея представляют первый вице-мэр города Ла-Рош-сюр-Йон Анн Обен-Сикар (Anne Aubin-Sicard) (Республиканцы) и мэр коммуны Венансо Лоран Фавро (Laurent Favreau) (Разные правые).
|                | Кандидаты                  | Партия                   | Первый тур | Первый тур     | Второй тур | Второй тур |
| Кол-во голосов | Кандидаты                  | Партия                   | % голосов  | Кол-во голосов | % голосов  |            |
| -------------- | -------------------------- | ------------------------ | ---------- | -------------- | ---------- | ---------- |
|                | Анн Обен-Сикар Лоран Фавро | Разные правые            | 4 686      | 50,82          | 5 424      | 58,28      |
|                | Мишель Лаиди Селин Советр  | Левый блок – Зелёные     | 3 378      | 36,64          | 3 882      | 41,72      |
|                | Лила Н’Донг Бенуа Руо      | Национальное объединение | 1 156      | 12,54          |            |            |

|                | Кандидаты                      | Партия                  | Первый тур | Первый тур     | Второй тур | Второй тур |
| Кол-во голосов | Кандидаты                      | Партия                  | % голосов  | Кол-во голосов | % голосов  |            |
| -------------- | ------------------------------ | ----------------------- | ---------- | -------------- | ---------- | ---------- |
|                | Анн Обен-Сикар Лоран Фавро     | Правый блок             | 4 906      | 35,33          | 6 864      | 51,97      |
|                | Филипп Габорьо Мартин Шантекай | Левый блок              | 4 324      | 31,14          | 6 344      | 48,03      |
|                | Жиль Руа Жослин Шолле          | Национальный фронт      | 2 054      | 14,79          |            |            |
|                | Ги Батьо Люси Этонно           | Европа Экология Зелёные | 1 121      | 8,07           |            |            |
|                | Рауль Местр Карина Рено        | Разные правые           | 854        | 6,15           |            |            |
|                | Венсан Пино Лоранс Шюссо       | Левый фронт             | 628        | 4,52           |            |            |